# مؤسسه فناوری باندونگ
مؤسسه فناوری باندونگ (اندونزیایی: Institut Teknologi Bandung) در سال ۱۹۲۰ در باندونگ تأسیس شد.
در این دانشگاه‌ها، رشته‌های ریاضی، فیزیک، مهندسی، جنگلداری و… تدریس می‌شود.